# Dave Edmunds
David „Dave“ Edmunds (* 15. dubna 1944, Cardiff, Glamorgan, Jižní Wales) je velšský rockový kytarista a hudební producent. Hudbě se věnoval již od dětství, první kapelu měl přibližně ve čtrnácti letech se svým starším bratrem. V 60. letech působil v několika skupinách, například Love Sculpture, se kterou vydal několik singlů a dvě alba. Sólově debutoval v roce 1970 se singlem „I Hear You Knocking“, který se stal jeho největším hitem. V roce 1972 píseň vyšla na jeho první dlouhohrající desce. Později vydal řadu dalších alb. Jako producent pracoval například s Shakin' Stevensem a skupinami Foghat, Man, Status Quo a Stray Cats.

## Diskografie

### Sólová studiová alba
- Rockpile (červen 1972) (U.S. #212)
- Subtle as a Flying Mallet (duben 1975)
- Get It (duben 1977) (U.S. #209)
- Tracks on Wax 4 (září 1978) (U.S. #202)
- Repeat When Necessary (červen 1979) (UK #39, U.S. #54)
- Twangin...  (duben 1981) (UK #37)
- D.E. 7th (březen 1982) (UK #60, U.S. #46)
- Information (duben 1983) (UK #92, U.S. #51)
- Riff Raff (září 1984) (U.S. #140)
- Closer to the Flame (duben 1990) (U.S. #146)
- Plugged In (srpen 1994)
- Hand Picked: Musical Fantasies (leden 2000)
- Again (2013)
- On Guitar…Rags & Classics (2015)